# Ungdommens Fakkeltog
|  | Denne artikel er oprettet af botten Steenthbot ud fra en ekstern database. Den kan derfor have sproglige fejl eller mangler. Denne skabelon kan fjernes efter kontrol af indholdet. |

Ungdommens Fakkeltog er en dansk dokumentarisk optagelse fra 1938.

## Handling
1) Socialdemokratiets landsstævne i Odense: Ungdommens fakkeltog med tale af Hans Hedtoft.
2) Optagelser fra Det store Arbejder- og Bondestævne i Hunderup Skov.
3) Thorvald Staunings appel om at stemme for grundlovsforslaget i 1939.

## Medvirkende
- Hans Hedtoft
- Thorvald Stauning